# 中山京
中山京（なかやま けい、1991年6月26日 - ）は青森県出身の俳優。血液型はB型。元アミューズ所属。

## 来歴
- 2007年9月17日「アミューズ30周年記念オーディション」で応募者65368人の中からファイナリスト31人の中に残るも最終審査で落選。しかし、所属が決定した。

## 人物
- 特技はサッカー。
- 同じアミューズに所属している桜田通と仲がいい。

## 出演

### ドラマ
- 金曜プレステージ「事件記者〜警視庁記者クラブ〜」（2008年）
- 波乗りレストラン（2008年）
- 東京少女（2009年）

| スタブアイコン | サブスタブ | この項目は、まだ閲覧者の調べものの参照としては役立たない、俳優（男優・女優）に関連した書きかけの項目です。この項目を加筆・訂正などしてくださる協力者を求めています（P:映画/PJ芸能人）。 |